# قائمة سفراء دولة فلسطين لدى الصين
سفير دولة فلسطين لدى الصين هو الممثل الرسمي لدولة فلسطين لدى الصين. يقع مقر السفارة الفلسطينية في بكين.

## قائمة السفراء
| رئيس البعثة الدبلوماسية | تاريخ الاعتماد الدبلوماسي | تاريخ الانتهاء | رئيس منظمة التحرير الفلسطينية | رئيس مجلس الدولة الصيني | ملاحظات                                                |
| --- | ------------------------- | -------------- | ----------------------------- | ----------------------- | ------------------------------------------------------ |
| تأسس مكتب ممثلية منظمة التحرير الفلسطينية في بكين في مايو 1965، ثم في 20 نوفمبر 1988 أعلنت جمهورية الصين الشعبية الاعتراف بدولة فلسطين وإقامة علاقات دبلوماسية، وفي 31 ديسمبر 1988 تحولت الممثلية إلى سفارة دولة فلسطين لدى الصين. |                           |                |                               |                         |                                                        |
| محمد علي الأعرج | 1971                      | 1975           |                               |                         |                                                        |
| حمد عبد العزيز سالم العايدي | 1975                      | غير معروف      | ياسر عرفات                    |                         |                                                        |
| يوسف رجب الرضيع (Q105098608) | نوفمبر 20, 1988           | 1992           | ياسر عرفات                    | لي بنغ                  | [ 2 ]                                                  |
| مصطفى أنيس محمد السفاريني | يوليو 29, 1992            | 2002           | ياسر عرفات                    | لي بنغ                  |                                                        |
| زكريا إبراهيم عبد الرحيم | نوفمبر 22, 2002           | 2005           | ياسر عرفات محمود عباس         | زهو رونغجي              | [ 3 ]                                                  |
| دياب نمر محمد اللوح | ديسمبر 28, 2005           | 2010           | محمود عباس                    | ون جيا باو              |                                                        |
| أحمد عباس رمضان | ديسمبر 2, 2010            | 2014           | محمود عباس                    | ون جيا باو              |                                                        |
| سعدي جابر (قائم بالأعمال) | 2014                      | 2016           | محمود عباس                    |                         |                                                        |
| فريز نافع عطية مهداوي | مايو 17, 2016             | 2024           | محمود عباس                    | لي كه تشيانغ            | كان سفير دولة فلسطين لدى إندونيسيا بين عامي 2006-2016. |
| شادي أبو زرقة (قائم بالأعمال) | 2024                      | لا يزال        | محمود عباس                    |                         |                                                        |